# Delma plebeia
Delma plebeia là một loài thằn lằn trong họ Pygopodidae. Loài này được De Vis mô tả khoa học đầu tiên năm 1888.